# Poiana leightoni
El linsang de Leighton (Poiana leightoni) es una especie de mamífero carnívoro de la familia Viverridae. Anteriormente era considerado una subespecie del linsang africano Poiana richardsonii. Habita en África Occidental, se ha confirmado su presencia al sudeste de Costa de marfil y al oriente de Liberia. Su hábitat preferido es la copa de los árboles. La especie está clasificada como especie datos insuficientes; sus principales amenazas son la pérdida de su hábitat selvático y la caza por su carne.